# Carlo Domeniconi
Carlo Domeniconi (né à Cesena le 20 février 1947) est un guitariste et compositeur italien. 
Bien que ses compositions comprennent une grande variété de genres dans diverses instrumentations, il est surtout connu pour ses œuvres pour guitare seule, particulièrement la suite Koyunbaba. Le style de Domeniconi est caractérisé par l'adoption de plusieurs influences culturelles. Ses œuvres explorent et empruntent une grande variété de traditions nationales, notamment turques, indiennes et brésiliennes.

## Biographie
Carlo Domeniconi reçoit ses premiers cours de guitare en 1960 auprès de Carmen Lenzi Mozzani, petite-fille du guitariste et luthier Luigi Mozzani. Après de rapides progrès, il remporte le premier prix lors du festival international de guitare d'Ancône en 1960 et 1962. Après l'obtention de son diplôme du Conservatoire Rossini de Pesaro, Domeniconi quitte l'Italie pour Berlin-Ouest, où il étudie la composition au Conservatoire de Berlin avec Heinz Friedrich Hartig (de). Une fois son diplôme obtenu en 1969, Domeniconi prend un poste d'enseignant à Berlin, qu'il occupe jusqu'en 1992. Dès les années 1960, Carlo Domeniconi s'intéresse à la musique traditionnelle turque, qu'il étudie sur place en 1977-1980, établissant le premier cours de guitare classique au conservatoire d'État de l'Université d'Istanbul, et grâce à des voyages plus courts.

## Œuvres
Le catalogue des œuvres publiées de Carlo Domeniconi comprend plus de 150 titres. La plupart de ses œuvres sont pour guitare seule ou pour un ensemble comprenant une ou plusieurs guitares. L'une des caractéristiques déterminantes de la musique de Domeniconi est son exploration de différents styles nationaux, notamment turc (Koyunbaba, les Variations sur une chanson folklorique anatolienne, Sonatine turca, Oyun), indien (Gita, Dhvani), en provenance d'Amérique du Sud (Suite Sud Americana, Vidala, Sonido) et bien d'autres.
L'une des œuvres inspirées par la musique turque, la suite Koyunbaba (1985–1986), est devenue l'œuvre la plus connue de Carlo Domeniconi. Durant les années 1990, la pièce est fréquemment programmée dans le cadre des concerts et enregistrée par de nombreux artistes. La pièce porte le nom d'un moine soufi et saint turc mort en 1468. Les notes du livret d'un enregistrement gravé par Domeniconi en 1991, pour un label turc, précisent que l'œuvre est une « suite pastorale » décrivant « la beauté naturelle d'une petite baie » donnant sur la mer Égée, où le saint aurait vécu il y a des siècles.
L'enseignement de la musique est particulièrement important pour Carlo Domeniconi, comme en témoignent de nombreuses œuvres composées pour de jeunes joueurs, comme c'est le cas de, entre autres, Klangbilder (Photos sonores), les 24 Préludes et Eine kleine Storchsuite.

## Discographie
- Concerto di Berlinbul – Koyunbaba (1991)
- Sindbad – Ein Märchen für Gitarre (kr 1001, Kreuzberg)
- To Play or Not to Play (kr 5004, Kreuzberg)
- Watermusic (Carlo Domeniconi & Silvia Ocougne) (kr 1002, Kreuzberg)
- Movement in Circles, musique de chambre 1989–1995 (kr 10019, Kreuzberg)
- El Trino del Diablo (kr 1004, Kreuzberg)
- Selected Works I (met 1001, Co-production: edition ex tempore, Berlin &  HOMA dream, Japan)
- Selected Works II (met 1002, Co-production: edition ex tempore, Berlin &  HOMA dream, Japon)
- Selected Works I – œuvres pour guitare, 2005 (met 1001)
- Selected Works II – œuvres pour guitare, 2005 (met 1002)
- Selected Works III – œuvres pour deux guitares, 2006 (met 1003)
- Selected Works IV – musique de chambre, 2009 (met 1004)
- Selected Works V – 25 years Koyunbaba, 2009 (met 1005)
- Concerto Mediterraneo (1993) op.67 (Hänssler CD 98.347)

## Publications
- Berlinbul Concerto – Doppelkonzert für Saz, Gitarre und Orchester, op. 29[10] Édition ex tempore, Berlin[11]
- Suite Pittoresca – Für Bassklarinette, Gitarre und Streichorchester[12], Édition ex tempore, Berlin